# Харусаме (1937)
Харусаме (Harusame, яп. 春雨) — ескадрений міноносець Імперського флоту Японії, який брав участь у Другій світовій війні.
Корабель, який став шостим серед есмінців типу «Сірацую», спорудили у 1937 році на корабельні ВМФ у Майдзуру.
На момент вступу Японії до Другої світової війни «Харусаме» належав до 2-ї дивізії ескадрених міноносців, яка 29 листопада 1941-го прибула з Японії до Мако (важлива база ВМФ на Пескадорських островах у південній частині Тайванської протоки). 7 грудня «Харусаме» вийшов у море, а 10 грудня разом зі ще 6 есмінцями та легким крейсером прикривав висадку десанту у Вігані на північно-західному узбережжі острова Лусон (перед доставкою головних сил до затоки Лінгайєн японці висадили на Філіппінах цілий ряд допоміжних десантів). Американська авіація атакувала загін та змогла потопити й пошкодити кілька суден та кораблів, проте «Харусаме» не постраждав.
З 17 грудня 1941-го «Харусаме» супроводжував сили вторгнення до Лінгайєн, які здійснили висадку в ніч проти 24 грудня. Разом зі ще 6 есмінцями та легким крейсером він прикривав 2-й транспортний загін, що включав 28 транспортів та рухався із Мако.
На початку січня 1942-го «Харусаме» та три інші есмінці 2-ї дивізії залучили до прикриття десанту в Нідерландській Ост-Індії на острів Таракан — центр нафтовидобувної промисловості біля північно-східного завершення острова Борнео (всього в цій операції діяли 11 есмінців та 1 легкий крейсер). 6 січня транспорти з військами вийшли з порту Давао на південному узбережжі філіппінського острова Мінданао (був захоплений японцями ще 20 грудня), а в ніч проти 11 січня розпочалась висадка на Таракані.
21 січня 1942-го «Харусаме» разом зі ще 8 есмінцями та легким крейсером розпочали прикриття конвою з десантом, який вийшов з Таракану для заволодіння Балікпапаном (ще один нафтовидобувної промисловості на східному узбережжі острова Борнео). Цього разу прикриття не впоралось із завданням і під час висадки в ніч проти 24 січня транспорти були атаковані американськими есмінцями, яким вдалось потопити три судна. Втім, захоплення Балікіпапану пройшло успішно.
25 лютого 1942-го «Харусаме» разом із трьома іншими есмінцями своєї дивізії вийшов з Купангу (острів Тимор), щоб взяти участь у прикритті транспортів з військами для вторгнення на Яву (всього до цієї операції залучили 2 важкі та 2 легкі крейсери і 16 есмінців). 27 лютого есмінець взяв участь у битві в Яванському морі, перемога в якій дозволила 1 березня висадити десант на сході Яви у Крагані.
16 березня 1942-го «Харусаме» та інші есмінці дивізії прибули до філіппінської затоки Субік-Бей, після чого кілька тижнів діяли в межах цього архіпелагу, забезпечуючи блокаду району Маніли (тут до 6 травня тримався гарнізон фортеці Коррехідор) та окупацію острова Себу (центральна частина Філіппін). Станом на початок травня кораблі перебували в Мако, звідки 3―6 перейшли до Японії.
У мідвейській операції «Харусаме» разом з 6 іншими есмінцями та легким крейсером забезпечував охорону загону великих артилерійських кораблів адмірала Кондо. Є відомості, що після битви «Харусаме» дістав наказ супроводжувати легкий авіаносець «Дзуйхо», який з 5 по 7 червня виконував завдання з допомоги важким крейсерам «Мікума» та «Могамі», пошкодженим внаслідок зіткнення (на додачу чи замість стандартного корабля охорони цього авіаносця есмінця «Мікадзукі»).
16 липня 1942-го «Харусаме» та 6 інших есмінців вийшли для супроводу важких крейсерів «Кумано» та «Судзуя», що пройшли через Сінгапур до Бірми в межах підготовки до рейду в Індійський океан. 30 липня крейсери з їхнім супроводом дістались до Мергуй (наразі М'єй на східному узбережжі Андаманського моря). Втім, через тиждень союзники висадились на сході Соломонових островів, що започаткувало шестимісячну битву за Гуадалканал та змусило японське командування перекидати сюди підкріплення. Як наслідок, рейд до Індійського океану скасували і «Харусаме» разом із 7 есмінцями зібраного в Мергуї загону вже 8 серпня 1942-го рушив для ескорту крейсерів до Мікронезії (ще два есмінці пішли за ними в охороні кількох танкерів). 21 серпня загін був у районі атола Трук (розташована в центральній частині Каролінських островів головна японська база в Океанії), проте не став тут затримуватись і невдовзі опинився північніше від Соломонових островів, де відбувалось проведення конвою з підкріпленнями для Гуадалканала. Відомо, що 24 серпня, в день битви при східних Соломонових островах, «Харусаме» та два інші есмінці його дивізії супроводжували лінкор «Муцу» (повернувся на Трук 2 вересня).
З 8 по 24 вересня 1942-го «Харусаме» та ті ж два есмінці його дивізії супроводжували гідроавіаносець «Кунікава-Мару», який, зокрема, провадив вивчення Соломонових островів та островів Санта-Круз задля визначення місць можливого розташування ворожих баз гідроавіації.
24—27 вересня 1942-го «Харусаме» пройшов з Труку до якірної стоянки Шортленд — прикритої групою невеликих островів Шортленд акваторії біля південного завершення острова Бугенвіль, де зазвичай відстоювались легкі бойові кораблі та перевалювались вантажі для відправлення їх далі на схід. Звідси «Харусаме» тричі (2, 5 та 8 жовтня) виходив для доправлення підкріплень на Гуадалканал (доставка бійців та вантажів на швидкохідних есмінцях до району активних бойових дій стала типовою для японського флоту в кампанії на Соломонових островах).
9—10 жовтня 1942-го «Харусаме» пройшов з Шортленду до Рабаула (головна передова база японців у архіпелазі Бісмарка, з якої провадились операції на Соломонових островах та сході Нової Гвінеї), звідки разом із трьома іншими есмінцями своєї дивізії вийшов увечері 12 жовтня для охорони 1-го штурмового конвою до Тассафаронга. На шляху до загону приєднались ще чотири есмінці, які ввечері 13 жовтня вийшли разом із двома транспортами з Шортленду. В ніч проти 14 жовтня конвой почав розвантаження в Тассафаронзі, а з настанням дня втратив унаслідок ударів авіації три судна. Втім, інші три судна та всі есмінці змогли повернутись на Шортленд.
Вже 17 жовтня 1942-го «Харусаме» вийшов у транспортний рейс до Гуадалканалу у складі загону із 3 легких крейсерів та 14 есмінців, а 24 числа рушив туди разом зі ще трьома есмінцями для супроводу легкого крейсера «Юра» в межах операції з артилерійської підтримки наступу наземних військ. У останньому випадку нальоти авіації призвели 25 жовтня до загибелі крейсера та скасування завдання. «Харусаме» надавав допомогу пошкодженому «Юра», потім разом з есмінцем «Юдачі» зняв з нього екіпаж та добив торпедами. 26 жовтня «Харусаме» прибув на Шортленд, звідки виходив 2 та 5 листопада для чергових транспортних рейсів до Гуадалканалу.
Тим часом японське командування готувало проведення до острова великого конвою з підкріпленнями (що в підсумку вилилось у вирішальну битву надводних кораблів біля Гуадалканалу). 11 листопада 1942-го «Харусаме» та ще 4 есмінці вийшли з Шортленду, щоб приєднатись до загону адмірала Абе, який за дві доби до того полишив Трук (у підсумку під командуванням цього адмірала зібралось 11 есмінців). За японським задумом, два лінкори Абе напередодні підходу транспортів мали провести артилерійський обстріл аеродрому Гендерсон-Філд (за місяць до того така операція була здійснена доволі вдало), втім, у ніч проти 13 листопада біля Гуадалканалу загін Абе перестріло американське з'єднання із крейсерів та есмінців, яке зазнало значних втрат, проте зірвало обстріл аеродрому. По завершенні бою «Харусаме» супроводжував відхід лінкора «Кірісіма» (а от другий лінкор, «Хіей», унаслідок пошкоджень не зміг полишити район та був добитий авіацією) і разом з ним приєднався до сил адмірала Куріти. Хоча останній мав 2 лінкори, проте вони так і не були введені в дію, коли 14 листопада «Кірісіма» знову вирушив для обстрілу Гендерсон-Філд та загинув у ніч проти 15 числа внаслідок бою з американськими лінкорами. «Харусаме» залишився зі з'єднанням Куріти та 18 листопада прибув на Трук, звідки 20―22 листопада пройшов до Рабаула.
23 листопада 1942-го «Харусаме» разом зі ще 4 есмінцями вирушив з Рабаула для доставки підкріплень та припасів на Нову Гвінею до Лае (в глибині затоки Хуон). Ввечері 24 листопада ворожі літаки, скориставшись підсвіткою від місячного сяйва, кілька разів атакували загін та в підсумку змогли потопити есмінець «Хаясіо», інші кораблі перервали рейс та повернулись на базу. 30 листопада «Харусаме» виходив з Рабаула для допомоги есмінцю «Сірацую», який зазнав пошкоджень під час іншої спроби досягнути Лае (можливо відзначити, що цей корабель буде відремонтований та загине за півтора року від небойових причин).
5―14 грудня 1942-го «Харусаме» пройшов з Рабаула до Йокосуки, де став на доковий ремонт. Втім, уже 5―10 січня 1943-го він повернувся до Океанії, супроводивши на Трук транспорт «Асама-Мару». 14 січня есмінець вийшов у транспортний рейс до новогвінейського Веваку (тут була найбільша японська база на північному узбережжі острова). 16 січня «Харусаме» прибув до пункту призначення, тієї ж доби рушив до Кавієнга (друга за значенням японська база в архіпелазі Бісмарка на північному завершенні острова Нова Ірландія), а 21 січня повернувся у Вевак. 24 січня есмінець все ще перебував тут і був торпедований американським підводним човном «Воху». Кіль корабля надломився і, щоб уникнути затоплення, «Харусаме» посадили на ґрунт на мілководді. Наступні кілька тижнів витратили на аварійний ремонт і 17―23 лютого 1943-го есмінці «Амацукадзе» та «Уракадзе» змогли перевести «Харусаме» на буксирі на Трук. Допомогу в цій операції також надавав рятувальний буксир «Оджіма» (Ojima). На Труці пошкоджений корабель провів кілька місяців та отримав тимчасову носову частину, а 21―30 травня зміг пройти у складі конвою до Йокосуки для повноцінного відновлення, під час якого також демонтували одну установку головного калібру та встановили на її місці строєну установку 25-мм зенітних автоматів.
Лише на початку 1944-го «Харусаме» знову повернувся до служби та 4―11 січня разом з есмінцем «Сігуре» супроводив судно постачання «Ірако» з Йокосуки на Трук. 16 січня есмінець виходив з Труку для зустрічі танкерного конвою з Балікпапану, який під час переходу втратив від дій підводних човнів два з трьох суден і есмінець охорони.
19―31 січня 1944-го «Харусаме» та «Сігуре» провели танкерний конвой з Труку до нафтовидобувного регіону острова Борнео, а 3―14 лютого ескортували конвой з пальним з Балікпапану (центр нафтовидобутку на східному узбережжі Борнео) на Трук. Лише за кілька діб після повернення «Харусаме» на Трук ця база була розгромлена унаслідок потужного рейду американського авіаносного з'єднання, під час якого потоплено кілька бойових кораблів та три десятки транспортів. Втім, «Харусаме» зазнав лише незначних пошкоджень від близьких вибухів та обстрілу.
17―19 лютого 1944-го «Харусаме» супроводив пошкоджений «Сігуре» на Палау (важливий транспортний хаб на заході Каролінських островів). Враховуючи втрату Труком значення (за кілька тижнів до атаки японське командування саме вивело звідси основний загін бойових кораблів), «Харусаме» залишився на Палау та більш як місяць ніс тут патрульно-ескортну службу.
29 березня 1944-го «Харусаме» полишив Палау разом з 5 важкими крейсерами (з них 4 прибули сюди з Труку в першій половині лютого) та 1 квітня прибув до Давао, при цьому вже 30 березня база на Палау була атакована та розгромлена авіаносним з'єднанням. 5—9 квітня загін перейшов з Давао до якірної стоянки Лінгга біля Сінгапуру, де зосередились головні сили японського флоту (дії підводних човнів на комунікаціях вкрай ускладнювали доставку палива до Японії та призвели до рішення базувати флот у Південно-Східній Азії поблизу від районів нафтовидобутку).
11—14 травня 1944-го «Харусаме» взяв участь у супроводі флоту з Лінгга до Таві-Таві (у філіппінському архіпелазі Сулу поряд з нафтовидобувними районами острова Борнео). 30―31 травня «Харусаме» разом зі ще 5 есмінцями ескортували лінкор «Фусо» та два важкі крейсери до Давао (на південному узбережжі філіппінського острова Мінданао), після чого 2 червня цей загін вийшов для підтримки операції з доставлення підкріплень на острів Біак (біля північно-західного узбережжя Нової Гвінеї), де наприкінці травня висадились союзники. Невдовзі операцію скасували через втрату раптовості й більшість кораблів попрямували назад до Давао, втім, «Харусаме» пройшов до Соронгу на західному узбережжі Нової Гвінеї.
8 червня 1944-го «Харусаме» забезпечував прикриття транспортного рейсу до Біаку та був атакований авіацією. Дві бомби уразили корабель і він затонув за три сотні кілометрів на північний захід від Біаку. Загинуло 74 члени екіпажу, ще 110 врятував есмінець «Сігуре».